# Atwood (Tennessee)
Pour les articles homonymes, voir Atwood.
Atwood est une municipalité américaine située dans le comté de Carroll au Tennessee.
Selon le recensement de 2010, Atwood compte 938 habitants. La municipalité s'étend sur 1,85 milles carrés (4,79 km2).
Atwood doit probablement son nom à l'un de ses premiers habitants. Elle devient une municipalité en 1941.